# Episodi di Un cane di nome Wolf (quarta stagione)
La quarta stagione della serie televisiva Un cane di nome Wolf è stata trasmessa in anteprima nel Regno Unito dalla ITV tra il 10 gennaio 1992 e il 21 febbraio 1992.
| nº | Titolo originale | Titolo italiano | Prima TV UK      | Prima TV Italia |
| -- | ---------------- | --------------- | ---------------- | --------------- |
| 1  | Dad's Birthday   |                 | 10 gennaio 1992  |                 |
| 2  | The School Trip  |                 | 17 gennaio 1992  |                 |
| 3  | The Haunting     |                 | 24 gennaio 1992  |                 |
| 4  | At the Hospital  |                 | 31 gennaio 1992  |                 |
| 5  | Badgers          |                 | 7 febbraio 1992  |                 |
| 6  | Boy Meets Girl   |                 | 14 febbraio 1992 |                 |
| 7  | End of Term      |                 | 21 febbraio 1992 |                 |